# Schuld (strafrecht)
Schuld wordt als term op verschillende wijzen gebruikt in het strafrecht. Elke vorm kent daarbij zijn eigen betekenis. Dit artikel behandelt alleen de term schuld zoals die wordt gebruikt in het strafrecht. De twee belangrijkste vormen van schuld zijn die waarin schuld als element of als bestanddeel wordt gehanteerd.

## "Als schuldig aan..."
Sommige strafbare feiten vermelden in de tekst "als schuldig aan", zie bijvoorbeeld diefstal (art. 310 van het Nederlandse Wetboek van Strafrecht (Sr)). Het betreft hier een kwalificatie van de handeling die in het voorafgaande deel van de delictsomschrijving is beschreven. Bij diefstal betekent dit dat het zinsdeel "Hij die enig goed dat geheel of ten dele aan een ander toebehoort wegneemt, met het oogmerk om het zich wederrechtelijk toe te eigenen" wordt gekwalificeerd als diefstal. Schuld betekent hier daarom niets meer dan "het gedaan hebben".

## Schuld als element: schuld in de zin van verwijtbaarheid
Schuld als element is een uitwerking van het adagium "geen straf zonder schuld". In het arrest "Melk en water", waarbij een knecht werd vrijgesproken van het verkopen van door zijn baas aangelengde melk, bepaalde de Hoge Raad dat voor elk strafbaar feit altijd een zekere verwijtbaarheid noodzakelijk is. Dit wordt in de praktijk in de negatieve vorm toegepast. Dat wil zeggen, verwijtbaarheid hoeft meestal niet door het Openbaar Ministerie te worden aangetoond. Het is aan de verdachte om gronden aan te voeren (en aannemelijk te maken) dat hij geen schuld heeft aan de verboden gedraging. Deze gronden worden tezamen de schulduitsluitingsgronden genoemd. Sommige schulduitsluitingsgronden hebben een wettelijke basis (noodweer exces), andere zijn in de jurisprudentie gecreëerd (waarnaar als geheel verwezen wordt als afwezigheid van alle schuld, waaronder een aantal verschillende vormen vallen).
Indien een beroep op een schulduitsluitingsgrond wordt aanvaard zal bij een ideaaltypische delictsomschrijving (waarin de term "schuld" of een andere verschijningsvorm daarvan niet als bestanddeel van de delictsomschrijving wordt gehanteerd) ontslag van alle rechtsvervolging volgen.

## Schuld als bestanddeel: culpa
De meeste misdrijven in het Nederlandse strafrecht kennen als delictsbestanddeel een vorm van opzet. Er zijn verschillende opzetvormen. Doorgaans wordt daarbinnen een onderscheid gemaakt tussen opzet en culpa. Wanneer bijvoorbeeld 'schuld' in een delictsomschrijving genoemd staat wordt culpa bedoeld. Dit moet onderscheiden worden van schuld als element (schuld in de zin van verwijtbaarheid) welke een andere inhoud heeft. Culpa vereist een zekere mate van onvoorzichtigheid, nalatigheid of gebrek aan voorzorg. Kenmerkend in gevallen van culpa is dat een verdachte niet willens en wetens de verboden handeling heeft gepleegd. Hij heeft het niet gewild, maar is onvoorzichtig geweest waardoor de verboden handeling tot stand is gekomen. Bij beoordeling van culpa door de rechter moet altijd worden vastgesteld of een verdachte inderdaad onvoorzichtig heeft gehandeld doordat hij niet aan een norm heeft voldaan. Die norm staat doorgaans niet in de delictsomschrijving, maar zal voor culpa wel moeten worden vastgesteld.
Voor het aannemen van culpa is culpa levis onvoldoende. Culpa levis houdt in dat iemand niet zoveel wist als de meest nadenkende, de kundigste en de voorzichtigste mens. Om culpa aan te kunnen tonen, moet sprake zijn van culpa lata: men dacht minder na, wist minder of was minder beleidsvol dan de mens in het algemeen.
Verschillende psychische, objectieve en normatieve factoren zijn van belang voor de inhoud die aan culpa wordt gegeven. Culpoze delicten hebben niet zelden een open delictsomschrijving, zoals artikel 307 Sr: 'hij aan wiens schuld de dood van een ander te wijten is'. Een nadere invulling van het begrip schuld zoals in artikel 307 Sr is dan ook vereist. Er moet sprake zijn, zoals genoemd, van een 'min of meer grove schuld'. De formulering die in de rechtspraak vaak wordt gebruikt, is de verwijtbare aanmerkelijke onvoorzichtigheid.
Grofweg steunt culpa op twee pijlers:
- Men kon anders handelen (vermijdbaar, wederrechtelijk)
- Men moest anders handelen (verwijtbaar)

In de rechtspraak wordt er normaal gesproken van uitgegaan dat als men anders moest handelen, men ook anders kon handelen, tenzij er bijzondere omstandigheden zijn waardoor dit niet aangenomen zou moeten worden.
De vraag of men anders moest handelen, raakt de vraag naar de wederrechtelijkheid en vermijdbaarheid. Deze vraag wordt vooral objectief bezien. De criteriumfiguur speelt een belangrijke rol naar de vraag van het anders behoren te handelen. Onder normale omstandigheden is het criterium de 'normaal denkende mens'. Oftewel: 'men moet handelen zoals dat van een normaal denkend mens in het algemeen verwacht kan worden'. De Garantenstellung (zie hieronder) heeft invloed op de inhoud van de criteriumfiguur. Als iemand maatschappelijk een bepaalde functie bekleedt of deel uitmaakt van een bepaalde beroepsgroep, mag verwacht worden dat diegene zich gedraagt zoals een ander met dezelfde functie of leden van een bepaalde beroepsgroep zich behoren te gedragen. Beroepsvoorschriften, richtlijnen e.d. zijn hier van belang.
Bij de vraag of men anders moest handelen, is ook van belang het rechtsbelang dat geschonden is. Bij dood door schuld (art. 307 Sr), met inachtneming van andere factoren, zal er eerder sprake zijn van 'anders behoren te handelen' dan bij een lichter culpoos delict. Lichtzinnig omspringen met het leven weegt doorgaans zwaarder dan lichtzinnig omspringen met uit misdrijf verkregen goederen (schuldheling).

### Garantenstellung
Hier doet ook het begrip Garantenstellung van zich spreken. Dit wil zeggen dat voor verschillende graden van deskundigheid verschillende normen gelden. Een kernfysicus zal wellicht beter dan een leek begrijpen dat een verdacht metaalstaafje in huishoudelijk afval uit een kerncentrale weleens radioactief cesium kan zijn. De kernfysicus kan dus eerder vervolgd worden voor radioactieve besmetting door schuld. Medisch personeel kent Garantenstellung voor eventueel fataal aflopende behandelingen, en zal dus sneller verwijtbaar handelen dan de leek die zelf gaat dokteren. Wie zich tegen een aanval verdedigt en te hard slaat, waardoor zijn belager overlijdt, zal wellicht wegens afwezigheid van schuld worden vrijgesproken (het bestanddeel culpa valt immers weg), maar dit geldt wellicht niet als de aangevallene een karateka met zwarte band of een Navy SEAL was. Met andere woorden: je weet meer, dus er wordt meer van je vereist.

### Verwijtbaarheid is vermijdbaarheid
Een cruciaal element voor vaststellen van schuld is vermijdbaarheid. Wie anders had kunnen handelen en dit niet heeft gedaan, heeft verwijtbaar gehandeld. Ook is gedrag niet vermijdbaar als je bepaalde consequenties niet had hoeven weten (denk aan de aangelengde melk) of als je al het mogelijke in het werk stelde om de gevolgen af te wenden. Ook betekent dit dat iemand al schuldig is als hij zichzelf (mede) in deze onvermijdelijke situatie heeft gebracht. We spreken dan van culpa in causa (schuld gelegen in de oorzaak). Wie agressief wordt van pillen en vervolgens iemand vermoordt, is niet ontoerekeningsvatbaar en dus schuldig, tenzij aan het gebruik van die pillen ontoerekeningsvatbaarheid ten grondslag ligt. Hij had er immers ook voor kunnen kiezen de pillen niet in te nemen. Hetzelfde geldt voor alcohol of geneesmiddelen in het verkeer of een mes meenemen bij het uitgaan. Wanneer (voorwaardelijk) opzet geconstrueerd wordt, kan zelfs opzet en daarmee een misdrijf als doodslag ten laste worden gelegd.

### Bewuste en onbewuste schuld
Schuld is dus lichtzinnig gedrag, dat men had kunnen nalaten, maar toch heeft vertoond, waardoor men aan een norm tekort is geschoten en strafbaar is. Dit kan zowel bewust als onbewust. Boven bewuste schuld komt voorwaardelijk opzet, na onbewuste schuld komt (niet strafbare) ongelukkige samenloop van omstandigheden. 
- Bewuste schuld is gedrag waarin iemand de gevolgen van zijn gedrag wel voorzag, maar lichtzinnig meende dat dit wel mee zou vallen. Voorbeeld: Jaap rijdt met Kees als bijzitter 120 km/uur op een donkere landweg. Kees zegt tegen Jaap: "Kappe nou, anders vallen er nog doden!" Jaap wuift de opmerking weg en zegt: "Hoor eens Keessie, ik heb al 20 jaar mijn rijbewijs en weet heus wel hoe ik moet rijden. Dat komt heus wel goed." Daarnaast remt Jaap ook telkens af als er een gevaarlijke situatie met een tegenligger of fietser dreigt te ontstaan. Helaas is Jaap net te laat bij fietser Gijs, die dodelijk wordt aangereden. Jaap meende hier lichtzinnig de dood van Gijs te vermijden en heeft dus schuld aan zijn dood.
- Onbewuste schuld is gedrag waarbij iemand de gevolgen niet had voorzien, maar dit wel had kunnen voorzien als hij (beter) onderzoek had verricht en ook had moeten voorzien. Voorbeeld: Situatie als in het vorige voorbeeld, alleen heeft Jaap nu van tevoren een kalmeringsmiddel ingenomen en rijdt hij met een snelheid die onder normale omstandigheden acceptabel zou zijn. Kees die met hem in de auto stapt vraagt nu: "Heb je wel de gebruiksaanwijzing op de verpakking gelezen?" Jaap antwoordt dat daar alleen maar medische onzin op staat die hij als leek toch niet begrijpt. In grote letters vermeldde deze verpakking echter: "Gebruik van dit middel heeft een nadelige invloed op de rijvaardigheid." Na 20 minuten begint het middel te werken. Jaap reageert hierdoor veel te laat op fietser Gijs, die hij dodelijk aanrijdt. Hier had Jaap de consequenties kunnen voorzien als hij de moeite genomen had om de gebruiksaanwijzing van het medicijn te raadplegen. Hij heeft dus schuld aan de dood van Gijs door het niet nakomen van die onderzoeksplicht.

In beide gevallen is geen sprake van opzet. Uit niets blijkt immers dat Jaap de dood van Gijs als oogmerk van zijn handeling had of de kans op die dood voor lief had genomen.

### Delicten
Schulddelicten noemen we over het algemeen culpoze delicten. Meestal staan hier lichtere straffen op dan de opzetdelicten. Veel schulddelicten kennen ook een opzetvariant waar zwaardere straffen op staan. Voorbeelden van schulddelicten zijn:
- Dood door schuld
- Gevaarzetting door schuld
- Zwaar lichamelijk letsel door schuld
- Schuldheling

### Jurisprudentie ten aanzien van culpa
- Verpleegster
- Black-out
- Leestafel zooien
- Apothekersstagiaire
- Overstekend kind
- Rijksweg Sittard-Roermond
- Onverlichte brommer

## Schuld in andere rechtsgebieden
Schuld in het recht in bredere zin kan tevens omvatten:
- Een tekortschieten m.b.t. wanprestatie of een onrechtmatige daad. Men spreekt in dit geval van toerekening. Wanneer de benadeelde zelf (gedeeltelijk) tekortschiet, spreken we van eigen schuld. Schuld in de zin van toerekening is veel breder dan strafrechtelijke culpa;
- Een economische schuld. Juridisch spreekt men ook wel van een vordering(srecht) van de schuldeiser.